# Yassine Faraj
Yassine Faraj (ur. 2001) – marokański zapaśnik walczący w obu stylach. Brązowy medalista mistrzostw Afryki w 2023. Drugi na igrzyskach afrykańskich młodzieży w 2018 roku. 